# 2011年千秋煤矿矿难
2011年千秋煤矿矿难，又稱「11‧3」，於11月3日在河南省义马市的义马煤业集团千秋煤矿發生。事故種類為冲击地压事故，至今造成10人死亡。

## 矿难原因
專家表示矿难原因是地震引致地應力瞬間釋放造成沖擊地壓（又稱巖爆），等於礦井地震。

## 經過
11月3日，河南省义马市義义马煤业集团的千秋煤礦發生煤矿礦難，當時於井內的矿工有75人，且部份通訊癱瘓，注漿、壓風、供水等自救系統受損。至今證實有10名矿工遇難及65名矿工生還。礦難原因是因為地應力瞬間被釋放而造成沖擊地壓的事故。
11月3日19點18分44秒，河南省三門峽義馬市發生黎克特制2.9 級地震。於19點45分千秋煤礦調度室接收到千秋煤矿井下報告，21221下巷發生沖擊地壓的事故，而該礦的KZ-301礦震監測系統顯示出黎克特制4.1級地震。當時巷中的開掘隊伍正進行擴修，而防沖隊等則在掘進面前進行卸壓孔和炮工程。
礦震后，位於380米的巷道受嚴重破壞，位於480米的巷道基本上封閉，無法通過，當時礦道的瓦斯濃度達20%，溫度約為35度。2011年11月5日12時，被困井下的75名礦工全部升井，其中67名礦工生還，8名礦工遇難。治療過程中又有兩名傷員於6日10时50分及14时35分搶救無效身亡，其他55名傷員傷情穩定，無生命危險。

## 影響
义马煤业集团表示千秋煤礦已經停產，為保全股東的利益及避免公司的股價過於波動，股票會由11月4日開始停牌。而是次礦難造成10人遇難，造成的直接經濟損失約為2748萬元。

## 伤亡情况
至今已有65人獲救，55人受傷，10人死亡，當中包括8人當場死亡及2人於11月6日10時50分及14時35分分別搶救無效死亡。

## 处理和善后
千秋煤矿已經停產。義煤集團董事長武予魯表示，集團有5座礦井面臨沖擊地壓的危機，其中3個已經發生問題。如果無法防止沖擊地壓，就會把這些礦井停止運作。